# ويكيبيديا الباسكية
ويكيبيديا الباسكية (بالباسكية: Euskarazko Wikipedia) هي النسخة الباسكية من ويكيبيديا. وقد تأسست في 6 ديسمبر 2001 (على الرغم من أن صفحتها الرئيسية تم إنشاءها في نوفمبر 2003) وصولًا إلى 44529 مقالة في 9 أكتوبر 2009 مما يجعلها رقم 46 من حيث عدد المقالات كما أن لديها حوالي 12.000 مستخدم مسجل وثمانية إداريين قد تم تحرير أكثر من 1.232.044 مرة، وأنها لديها أكثر من 101.557 صفحة ولديها حاليًا أكثر من 57570 مقالة.
في مقابلة في أغسطس 2007 استخدم جيمي ويلز - مؤسس ويكيبيديا - ويكيبيديا الباسكية كمثال على مبررات وجود الويكيبيديات للغات ذات عدد متحدثين قليل، وأضاف "بالتأكيد ضمن ويكيبيديا الآن نشهد بعض المشاريع الناجحة إلى حد ما في اللغات الأوروبية الصغيرة. أنت لا تحتاج حقًا ويكيبيديا الويلزية علمًا أن عدد الأشخاص الذين يتحدثون الويلزية الذين لا يتكلمون اللغة الإنجليزية هي أيضا صغيرة جدًا وتقل كل عام. فلماذا لدينا ويكيبيديا الويلزية؟ حسنا أن الناس رغبوا في ذلك وأنشؤها حيث لإن الحفاظ على اللغة هو الدافع الرئيسي وهي لغتهم الأم وأنها تريد أن تبقي على قيد الحياة والحفاظ على الأدب على قيد الحياة. بالتأكيد بعض من لغات ذات عدد متحدثين قليل تحتوي علي عدد كبير من المقالات مثل الباسكية والكتالونية وهي مشاريع ناجحة جدًا، وأرى بالتأكيد أن المحافظة على أجزاء من لغتك من خلال مشاريع تعاونية يعتبر شيء منطقي بالنسبة لي.

## الإحصائيات
اعتبارًا من فبراير 2012، تمتلك ويكيبيديا الباسكية ثاني أكبر عدد من المقالات لكل متحدث بين الويكيبيديات بأكثر من 100,000 مقالة، وتحتل المرتبة السادسة بشكل عام. استندت هذه الأرقام على تقدير المتحدثين الباسك ب 665,800.
| عدد المستخدمين المسجلين | عدد المستخدمين النشيطين | عدد المقالات | صفحات المحتوى | عدد التعديلات | عدد الملفات المرفوعة | عدد الإداريين |
| ----------------------- | ----------------------- | ------------ | ------------- | ------------- | -------------------- | ------------- |
| 173٬803                 | 537                     | 463٬462      | 1٬001٬167     | 10٬272٬462    | 0                    | 12            |

| عدد المقالات | التاريخ        |
| ------------ | -------------- |
| 1            | 6 ديسمبر 2001  |
| 1,000        | أبريل 2004     |
| 5,000        | 28 يناير 2006  |
| 10,000       | 28 مايو 2006   |
| 20,000       | 10 سبتمبر 2007 |
| 25,000       | 6 أبريل 2008   |
| 30,000       | 12 سبتمبر 2008 |
| 40,000       | 15 يوليو 2009  |
| 45,000       | 13 أكتوبر 2009 |
| 50,000       | 30 ديسمبر 2009 |
| 55,000       | 12 أبريل 2010  |
| 60,000       | 8 نوفمبر 2010  |
| 70,000       | 18 أبريل 2011  |
| 80,000       | 22 أبريل 2011  |
| 90,000       | 1 مايو 2011    |
| 100,000      | 21 مايو 2011   |
| 120,000      | 21 ديسمبر 2011 |
| 130,000      | 5 مايو 2012    |
| 150,000      | 27 مارس 2013   |
| 200,000      | 19 سبتمبر 2014 |
| 250.000      | 23 يونيو 2016  |
| 400.000      | 19 أكتوبر 2022 |

## المعرض

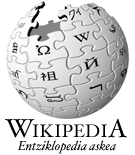
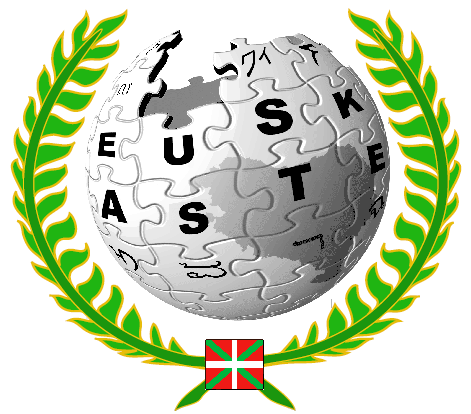
شعار أسبوع الباسك (خلال شهر أكتوبر).
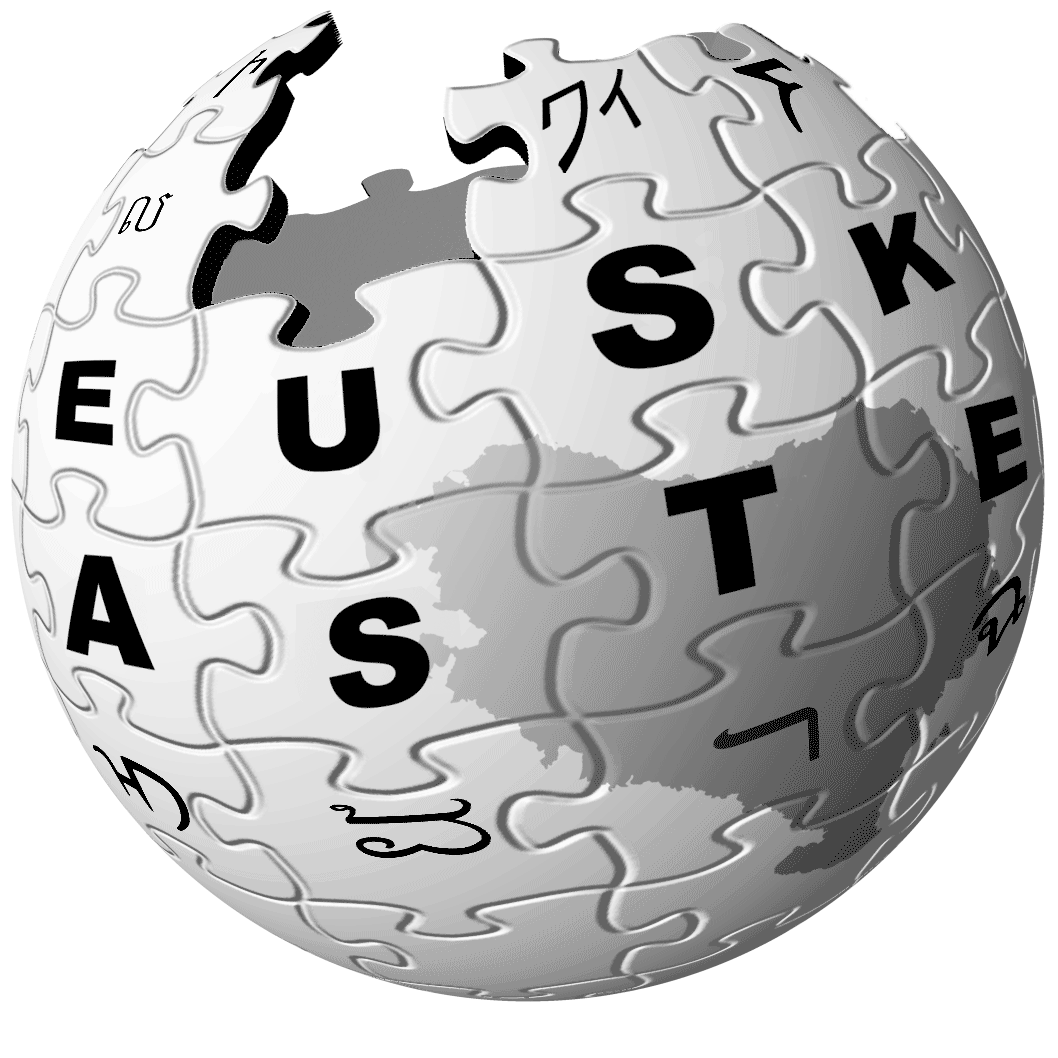
2009 شعار أسبوع الباسك (خلال شهر أكتوبر).
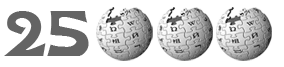
شعار خاص بمناسبة إنشاء المقالة رقم 25,000
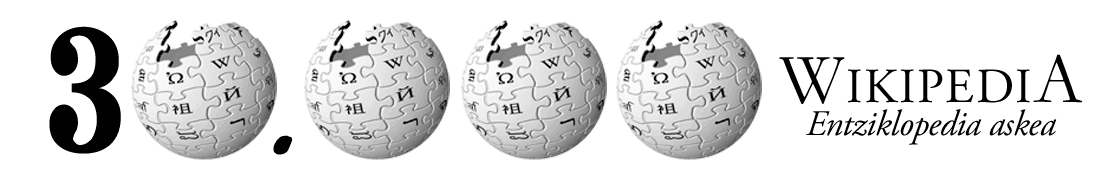
شعار خاص بمناسبة إنشاء المقالة رقم 30,000
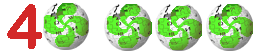
شعار خاص بمناسبة إنشاء المقالة رقم 40,000
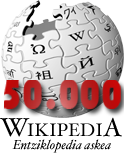
شعار خاص بمناسبة إنشاء المقالة رقم 50,000
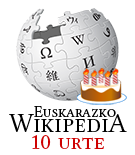
شعار خاص للاحتفال بالذكرى العاشرة لتأسيس ويكيبيديا الباسكية
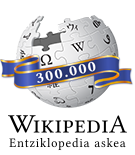
شعار خاص بمناسبة إنشاء المقالة رقم 300,000